# آندره‌آ روژیچکووا
آندره‌آ روژیچکووا (چکی: Andrea Růžičková؛ زادهٔ ۲۱ ژوئیهٔ ۱۹۸۴) با نام اصلی «آندره‌آ کرسته‌شوا» بازیگر اهل کشور اسلواکی است.
از فیلم‌ها یا مجموعه‌های تلویزیونی که وی در آن‌ها نقش داشته است، می‌توان به ساختمان پزشکان در باغ رز اشاره نمود.